# Pierre Hermé
Pierre Hermé (Colmar, 20 novembre 1961) è un pasticciere francese.
Riconosciuto in tutto il mondo, è erede di quattro generazioni di pasticcieri alsaziani. Questa regione ha dato anche i natali a prodotti come i macarons divenuti popolari in tutto il mondo.

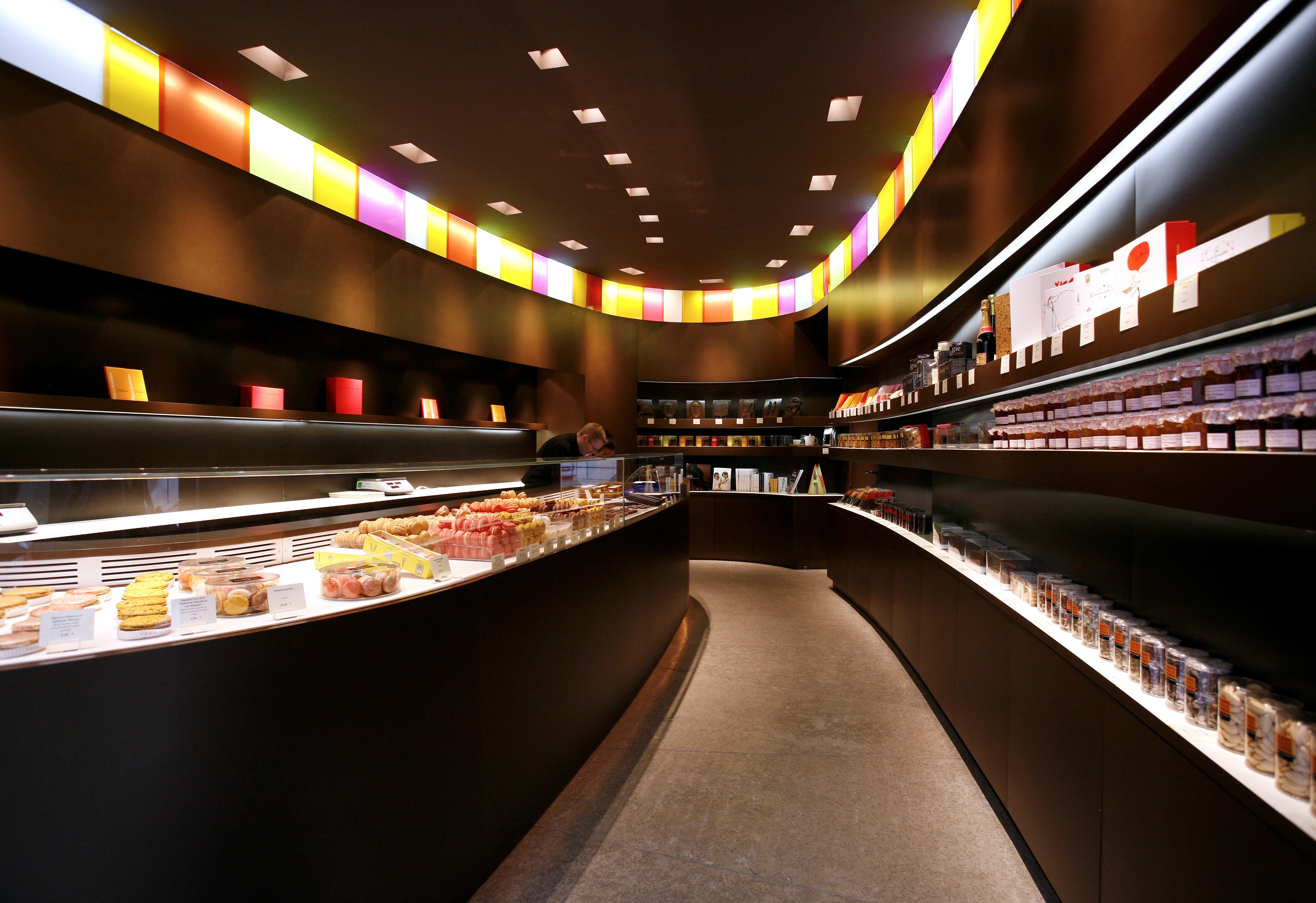
Boutique "Macarons e Chocolat" Pierre Hermè Paris.

## Biografia

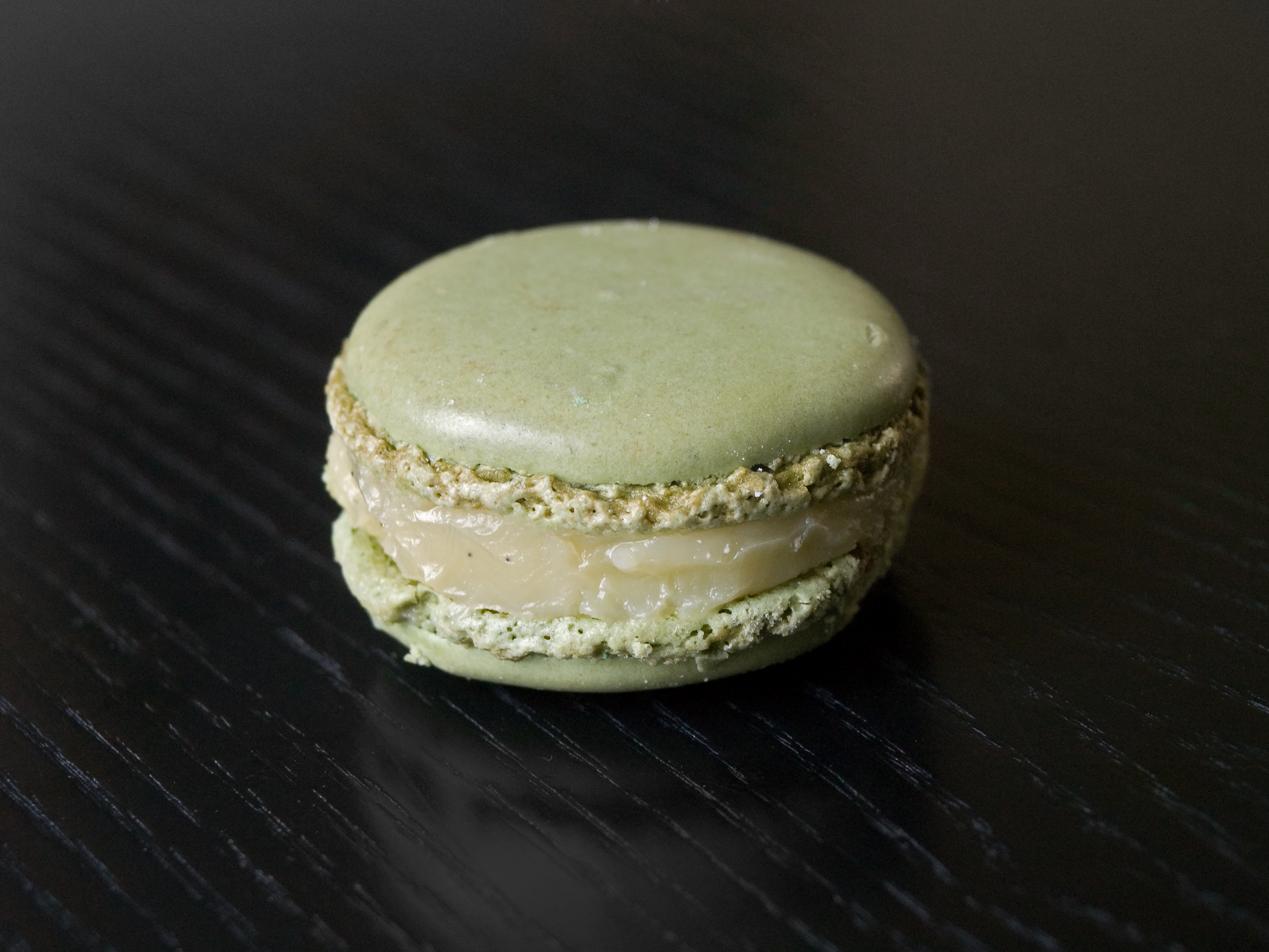
Macaron «Olio d'oliva e vaniglia» di Pierre Hermé

Pierre Hermé ha iniziato la sua carriera all'età di quattordici anni, con Gaston Lenôtre.
A 24 anni, diventa ufficialmente pasticciere e sarà pasticciere di "La maison Fauchon" nei 10 anni 1986-1996, per poi passare a Ladurée Paris 1997-1998.
Crea quindi la "Pierre Hermé Paris" con il suo socio Charles Znaty. Aprono il loro primo negozio estero a Tokyo nel 1998, seguito da una sala da tè nel luglio del 2000.
Nel 2001 Pierre Hermé ritorna sulla scena di Parigi e alla fine del 2004, apre un secondo negozio sulla "Rue de Vaugirard" a Parigi e dà vita ad un "seminario di formazione" realizzato in collaborazione con la Scuola "Ferrandi Grégoire" della Camera di Commercio di Parigi.
All'inizio del 2005, a Tokyo apre il più recente concept store di Pierre Hermé Paris: un supermercato di lusso e "Chocolate Bar".
Alla fine del 2007, il "Pierre Hermé Paris" ha sette punti vendita a Tokyo, tre negozi a Parigi e un negozio online. Nel 2008, Pierre Hermé apre la sua produzione di cioccolato e amaretti "Wittenheim", in Alsazia.
Nel 2014, ha dodici punti vendita in Giappone contro quindici in Francia.
Pierre Hermé vuole comunque continuare il suo sviluppo internazionale con l'apertura nel 2015 di nuovi negozi in Asia e nel Medio Oriente.

## Metodo di lavoro
Elimina decorazioni eccessive o inutili che "ingombrano i dolci", una delle sue peculiarità è l'utilizzo dello zucchero come il sale, vale a dire, un condimento per aumentare altre sfumature di gusto e, infine, mette in discussione se stesso e il suo metodo esplorando nuovi territori del gusto o rivisitando le sue stesse ricette.

## Riconoscimenti
Durante la sua carriera Pierre Hermé si è guadagnato molti aggettivi elogiativi "Picasso di pasticceria" (Vogue Magazine) "Pasticceria Provocatrice" (Food & Wine) "Pioniere della Pasticceria e mago dei sapori" (Paris Match) "Imperatore della cucina" (New York Times), va fiero di queste onorificenze e decorazioni, ma soprattutto adora il riconoscimento di ammirazione dei suoi fan.

## Opere
- Pierre Hermé, Secrets Gourmands, Larousse, 1993
- La Pâtisserie de Pierre Hermé, Montagud Editores, Spagna, 1994
- Coauteur Larousse Gastronomique, 1996
- Le Larousse des Desserts de Pierre Hermé, Larousse, 1997
- Plaisirs Sucrés, Hachette, 1997
- Desserts by Pierre Hermé, Little Brown, USA, 1998
- Pierre Hermé, Secrets Gourmands, Shibata Shoten, Giappone, 1999
- Desserts à la carte, Hachette, 2000
- Pierre Hermé, Secrets Gourmands, Noésis, 2000
- La Pâtisserie de Pierre Hermé, Edizioni Finedit, Italia, 2001
- Chocolate Desserts by Pierre Hermé, Little Brown, USA, 2001
- Le Larousse des Desserts, Larousse, 2002
- Plaisirs Sucrés (réédition), Hachette, ottobre 2002
- Mes Desserts au Chocolat, Agnès Viénot Éditions, ottobre 2002
- Mes Desserts Préférés, Agnès Viénot Éditions, ottobre 2003
- Die Pâtisserie Von Pierre Hermé, Mathaes, Allemagne, 2004
- Le Larousse du Chocolat, Éditions Larousse, ottobre 2005
- "The Cooks Book", Dorling Kindersley, UK, ottobre 2005
- PH10, Agnès Vienot Éditions, ottobre 2005. Vainqueur des Gourmand World Cookbook Awards
- Gourmandises, Agnès Vienot Éditions, ottobre 2006
- Coauteur Comme un chef, Éditions Larousse, ottobre 2006
- Le Larousse des desserts, Larousse, 2006
- Confidences Sucrées, Agnès Viénot Éditions, 2007
- Macaron, Agnès Viénot Édition, 2008
- Carrement Chocolat, Agnès Viénot Édition, 2009
- Infiniment, Agnès Viénot Édition, 2010
- Rêves de pâtissier: 50 classiques de la pâtisserie réinventés, Éditions de la Martinière, ottobre 2011
- Pierre Hermé et moi (Illustré par Soledad Bravi), Édition Marabout, aprile 2014
- Coauteur La ratatouille: 14 recettes originale signées (Livre Disneyland Paris), Éditions Cookissime, settembre 2014
- Macaron, Éditions de la Martinière, ottobre 2014

## Menzioni
Nel telefilm Gossip Girl, Blair Waldorf afferma spesso che i "macarons" di Pierre Hermè sono i suoi preferiti.